# Kystbanesocialist
Kystbanesocialist, champagnesocialist eller rødvinssocialist er en pejorativ betegnelse for personer på den politiske venstrefløj, der i deres daglige liv ser bort fra klassiske venstrefløjs- eller arbejderklasseidealer, underforstået gennem for eksempel at drikke "fine" (og dermed borgerlige) drikke som champagne og rødvin. Begrebet anvendes ofte for at få politiske modstandere til at fremstå som hyklere, idet kystbanesocialisterne ofte hævder at være imod kapitalismen, men i virkeligheden lever fint med den. 
Begrebet champagnesocialist kommer oprindeligt fra Storbritannien. I Australien findes det lignende begreb chardonnaysocialist, mens man i Frankrig anvender betegnelsen gauche caviar (kaviarvenstrefløjen).
I Danmark refererer betegnelsen kystbanesocialist til en tidligere 68'er, der nu er bosiddende i det mondæne Nordsjælland, der betjenes af Kystbanen. Udtrykket kendes tilbage til 1980'erne.
Salonkommunist er en tilsvarende betegnelse for kommunister, der tilhører overklassen og lever en privilegeret tilværelse.  